# Uma História ao Fim do Dia
Uma História ao Fim do Dia foi programa infantil de Portugal, transmitido em 1986 e em 1987.

## Sinopse
O programa "Uma história ao fim do dia" partiu de uma ideia de Carlos Pinto Coelho. A ideia era ler uma pequena história para crianças que marcava a hora dos mais pequeninos irem para a cama. As histórias começaram por ser lidas por Serenella Andrade e Vera Roquette, e também por vários actores e técnicos de educação. Foram lidos textos de vários autores portugueses, entre eles, Alice Vieira, Maria Alberta Menéres e José Fanha. A música do genérico é da autoria de Carlos Alberto Moniz.
Depois da história infantil seguias-se o clip do famoso Vitinho. O programa passou de 1986 a 1987.